# Mugilogobius sarasinorum
Mugilogobius sarasinorum är en fiskart som först beskrevs av Boulenger, 1897.  Mugilogobius sarasinorum ingår i släktet Mugilogobius och familjen smörbultsfiskar. IUCN kategoriserar arten globalt som sårbar. Inga underarter finns listade i Catalogue of Life.